# 지대 (경제)
지대(地代, 독일어: Grundrente, 영어: ground rent)란 토지 이용자가 토지 소유자에게 이용료를 전달하는 것이다. 일반적으로 마르크스 경제학의 용어이며, 본래는 미시경제학의 렌트(rent)와 동의어이다.
지대에는 절대지대와 차액지대가 있다.

## 같이 보기
- 지공주의
- 지대추구
- 임대법
- 요한 하인리히 폰 튀넨
- 절대지대와 차액지대
- 불로소득